# Malvasía rosada
Malvasía rosada es el nombre de una uva para vino (Vitis vinifera) tinta española. Se asemeja a la malvasía blanca. Tiene racimos de tamaño medio y no muy compactos. Las bayas son de tamaño mediano, forma elíptica y color rosáceo. Suele usarse como variedad complementaria. Según la Orden APA/1819/2007, por la que se actualiza el anexo V, clasificación de las variedades de vid, del Real Decreto 1472/2000, de 4 de agosto, que regula el potencial de producción vitícola, malvasía rosada se considera variedad recomendada para la comunidad autónoma de Islas Canarias. Se cultiva en las denominaciones de origen La Palma, Tacoronte-Acentejo, Valle de Güímar, Valle de la Orotava e Ycoden-Daute-Isora. 